# 铜铸熟若蟹
铜铸熟若蟹（学名：[Zosimus aeneus] 错误：{{Lang}}：文本有斜体标记（帮助）），俗名埋扇蟹，为扇蟹科熟若蟹属的动物。分布於太平洋的日本、琉球、台湾南部和各離島岩礁（達悟語:citow）、東南亞各國、西沙群岛、海南岛、夏威夷、大溪地及印度洋的红海、非洲东岸及南岸以及等地，生活环境为海水，常栖息于热带浅海的珊瑚礁丛中。因為具有劇毒，在琉球亦稱眼鏡蛇蟹。
铜铸熟若蟹的體長、大小與招潮蟹幾乎相同。其頭胸甲殼呈橫卵圓形，背面隆起分區明顯，表面光滑。甲長約 6 cm，甲幅約 9 cm。全身顏色以銀灰至白色為底，加上帶啡色的獨特花紋。本物種為著名的有毒生物，有可能致命，因為其肌肉及外殼均含有神經毒素類的河魨毒素和麻痺性貝毒：當中以螯腳的毒素最強，蟹殼其次，內臟和肌肉毒性較弱；台灣產者主要為河魨毒，琉球和菲律賓產者主要為麻痺性貝毒。

## 簡述
铜铸熟若蟹的體長最大可以去到60乘90（2.4乘3.5英寸）。其著名的鮮艷色彩及其獨特的斑駁花紋成為了其標記。在其頭胸甲及步足與螫足均有這些紅棕色的斑紋，襯以淺棕到奶油色的底色。頭胸甲前側緣，螯腳掌節背緣及步腳各節前後緣皆呈薄板狀。

## 毒性
埋扇蟹的毒性與一般扇蟹科物種類似，所以不應食用。牠的毒甚至比較扇蟹還要毒，是神經性毒素。動物界裡唯一能與埋扇蟹毒性相比擬者，只有爬蟲類中的珊瑚蛇。但是被珊瑚蛇咬到還可以被急救，一旦誤食埋扇蟹，可是無法急救的，至今醫界尚未有埋扇蟹的抗毒血清，主因是埋扇蟹的毒性太過強烈，且體型小，無法提製血清。日本曾有實驗證實，光是一毫克的埋扇蟹肉，就足以殺死30隻以上的老鼠，比毒蛇還要恐怖。琉球曾經有人發生過誤食埋扇蟹煮成的鍋物，結果與食者十數人皆口吐白沫，倒地抽搐後休克，送醫急救後仍全體回天乏術，不治身亡，死者皆是成年人，其毒之恐怖，因此遠近馳名。琉球人因此恐懼埋扇蟹，一旦不慎捕捉到，立即丟回海裡。